# 大衛·A·格雷戈里
大衛·A·格雷戈里（David A. Gregory）是美國的一位演員。他最著名的作品是在肥皂劇只此一生中飾演Robert Ford角色。